# Braquitoracis
Els braquitoracis (Brachythoraci) són un subordre extint de placoderms artrodirs, un grup de peixos cuirassats del període Devonià. Abans només contenien el grup dels cocosteïns, però ara també s'hi classifica la família basal dels heterostèids.